# Gramo
El gramo (símbolo: g) es la unidad principal de masa del Sistema Cegesimal de Unidades, y la unidad de peso del sistema métrico decimal. Originalmente fue definida como el peso de un centímetro cúbico de agua a 3,98 °C, y actualmente se define como la milésima parte del kilogramo, la unidad básica de masa del Sistema Internacional de Unidades.
1 g = 0,001 kg = 10−3 kg

## Equivalencias
1 gramo es igual a:
- 1000 mg
- 100 cg
- 10 dg
- 0,1 dag
- 0,01 hg
- 0,001 kg

## Múltiplos y submúltiplos del gramo

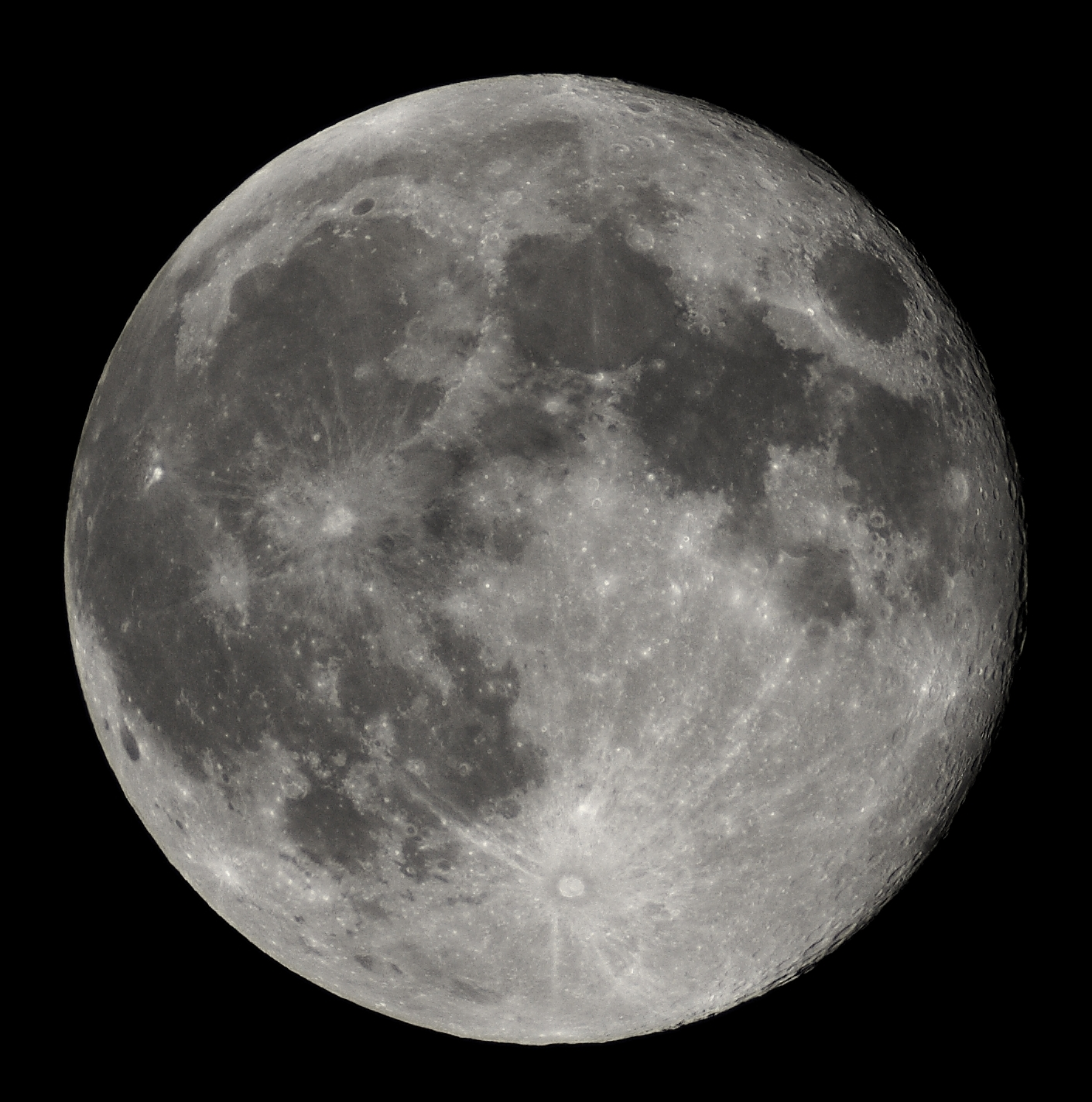
La Luna tiene una masa de 73,49 Yg (yottagramos).

| Submúltiplos                                  | Submúltiplos | Submúltiplos |        | Múltiplos | Múltiplos   | Múltiplos |
| Valor                                         | Símbolo      | Nombre       | Valor  | Símbolo   | Nombre      |           |
| 10−1 g                                        | dg           | decigramo    | 101 g  | dag       | decagramo   |           |
| 10−2 g                                        | cg           | centigramo   | 102 g  | hg        | hectogramo  |           |
| 10−3 g                                        | mg           | miligramo    | 103 g  | kg        | kilogramo   |           |
| 10−6 g                                        | µg           | microgramo   | 106 g  | Mg        | megagramo   |           |
| 10−9 g                                        | ng           | nanogramo    | 109 g  | Gg        | gigagramo   |           |
| 10−12 g                                       | pg           | picogramo    | 1012 g | Tg        | teragramo   |           |
| 10−15 g                                       | fg           | femtogramo   | 1015 g | Pg        | petagramo   |           |
| 10−18 g                                       | ag           | attogramo    | 1018 g | Eg        | exagramo    |           |
| 10−21 g                                       | zg           | zeptogramo   | 1021 g | Zg        | zettagramo  |           |
| 10−24 g                                       | yg           | yoctogramo   | 1024 g | Yg        | yottagramo  |           |
| 10−27 g                                       | rg           | rontogramo   | 1027 g | Rg        | ronnagramo  |           |
| 10−30 g                                       | qg           | quectogramo  | 1030 g | Qg        | quettagramo |           |
| Los prefijos más comunes aparecen en negrita. |              |              |        |           |             |           |

### Múltiplos
- yottagramo (Yg), 1 Yg = 1 000 000 000 000 000 000 000 000 g = 1024 g
- zettagramo (Zg), 1 Zg = 1 000 000 000 000 000 000 000 g = 1021 g
- exagramo (Eg), 1 Eg = 1 000 000 000 000 000 000 g = 1018 g
- petagramo (Pg), 1 Pg = 1 000 000 000 000 000 g = 1015 g
- teragramo (Tg), 1 Tg = 1 000 000 000 000 g = 1012 g
- gigagramo (Gg), 1 Gg = 1 000 000 000 g = 109 g
- megagramo o tonelada (Mg o t), 1 Mg o 1 t = 1 000 000 g = 106 g
- quintal métrico (q), 1 q = 100 000 g = 105 g
- kilogramo (kg), 1 kg = 1000 g = 10³ g
- hectogramo (hg), 1 hg = 100 g = 10² g
- decagramo (dag), 1 dag = 10 g = 101 g

### Submúltiplos
- decigramo (dg), 1 dg = 0,1 g (un décimo de gramo) = 10−1 g
- centigramo (cg), 1 cg = 0,01 g (un centésimo de gramo) = 10−2 g
- miligramo (mg), 1 mg = 0,001 g (un milésimo de gramo) = 10−3 g
- microgramo (µg), 1 µg = 0,000 001 g (un millonésimo de gramo) = 10−6 g
- nanogramo (ng), 1 ng = 0,000 000 001 g (un milmillonésimo de gramo) = 10−9 g
- picogramo (pg), 1 pg = 0,000 000 000 001 g (un billonésimo de gramo) = 10−12 g
- femtogramo (fg), 1 fg = 0,000 000 000 000 001 g (un milbillonésimo de gramo) = 10−15 g
- attogramo (ag), 1 ag = 0,000 000 000 000 000 001 g (un trillonésimo de gramo) = 10−18 g
- zeptogramo (zg), 1 zg = 0,000 000 000 000 000 000 001 g (un miltrillonésimo de gramo) = 10−21 g
- yoctogramo (yg), 1 yg = 0,000 000 000 000 000 000 000 001 g (un cuadrillonésimo de gramo) = 10−24 g